# جونیور گارسیا
جونیور گارسیا (اسپانیایی: Junior García‎؛ زادهٔ ۱ اکتبر ۱۹۹۵) بازیکن بیس‌بال اهل جمهوری دومینیکن است.
وی در مسابقات کشوری و بین‌المللی در مجموع برندهٔ ۱ مدال برنز شده‌است.